# Тімоті Тілльман
Тімоті Джастін Тілльман (англ. і нім. Timothy Justin Tillman; 4 січня 1999, Нюрнберг) — німецький та американський футболіст, півзахисник клубу «Лос-Анджелес» та збірної США.

## Клубна кар'єра
Тілльман розпочав свою юнацьку кар'єру в клубі «Цирндорф», перш ніж у 2007 році перейшов до «Фойхта». Після двох сезонів він приєднався до молодіжної команди «Гройтер Фюрт» у 2009 році. У 2015 році він перейшов з «Фюрта» до молодіжної академії «Баварії» за 500 000 євро. Після його відходу президент «Гройтера» Гельмут Хак сказав: «Тімоті ТіллЬман — найбільший талант, який у нас був за останні 30 років. Його відхід — це катастрофа для нашого клубу».
У 2017 році він дебютував за другий склад мюнхенців і загалом за сезон 2017/18 зіграв 31 матч і забив 6 голів у Регіональній лізі. Він також провів частину літньої передсезонки під керівництвом Карло Анчелотті в основній команді і був на лаві запасних у переможному матчі за Суперкубок Німеччини на початку серпня, але так за основу мюнхенців і не дебютував.
Влітку 2018 року для отримання ігрової практики Тілльман на правах оренди перейшов до «Нюрнберга». 10 березня 2019 року в матчі проти «Гоффенгайма» (1:2) він дебютував у Бундеслізі. Тіллман загалом провів 6 матчів за першу команду у Бундеслізі та 7 ігор за резервістів у Регіональній лізі. Після вильоту «Нюрнберга» до Другої Бундесліги він покинув клуб після закінчення терміну дії орендного контракту.
Перед сезоном 2019/20 Тілльман повернувся до ФК «Баварія» та був у заявці резервної команди, яка попереднього сезону вийшла до Третьої ліги. На одному з перших тренувань він отримав травму правої щиколотки та мусив перенести операцію, через яку не грав до кінця року.
На початку 2020 року Тілльман повернувся у «Гройтер Фюрт», підписавши контракт до літа 2022 року з опцією продовження ще на один рік. 15 лютого у матчі проти «Армінії» він дебютував у Другій Бундеслізі. 2021 року Тілльман допоміг клубу вийти в еліту. 27 листопада у поєдинку проти «Гоффенхайма» (3:6) Тімоті забив свій перший гол за «Гройтер Фюрт». У травні 2022 року його контракт було продовжено ще на рік.
10 лютого 2023 року Тілльман перейшов до клубу MLS «Лос-Анджелес», підписавши контракт до кінця сезону 2025 року з опцією продовження на один сезон В американській лізі він дебютував 4 березня в матчі проти «Портленд Тімберз», вийшовши на заміну в другому таймі. 12 березня в матчі проти «Нью-Інгленд Революшн» він забив свій перший гол у MLS. У першому ж сезоні з командою брав участь у фіналі Ліги чемпіонів КОНКАКАФ 2023 року, програвши мексиканському «Леону». Того ж року зіграв і у матчі на Кубок чемпіонів, але і тут програв трофей мексиканському клубу «Тігрес УАНЛ», при чому саме Тілльман не реалізував свій удар під час серії пенальті. Рік для гравця закінчився третім програним фіналом, коли 9 грудня каліфорнійці програли фінал Кубка МЛС команді «Коламбус Крю» 1:2. Лише наступного року Тімоті виграв свій перший трофей, здобувши Відкритий кубок США імені Ламара Ганта.

## Міжнародна кар'єра
Тілльман має право представляти Німеччину через свою матір або Сполучені Штати через свого батька. Спочатку він виступав за юнацькі збірні Німеччини до 16-19 років. Він провів п'ять матчів за збірну до 19 років, включаючи три гри у кваліфікації до юнацького чемпіонату Європи 2018 року, на який Німеччина не пройшла кваліфікацію.
У січні 2018 року було оголошено, що Тілльман перейде до збірної Сполучених Штатів, для чого він подав офіційний запит до ФІФА для переходу. У травні 2023 року ФІФА схвалила заявку Тілльмана на одноразову зміну спортивного громадянства, дозволивши йому представляти США на міжнародному рівні.
5 січня 2024 року Тілльман отримав свій перший виклик до збірної США на щорічний січневий тренувальний табір. 20 січня в товариському матчі зі збірною Словенії він дебютував за збірну США, вийшовши у стартовому складі. 20 травня 2024 року, його знову викликали до національної збірної разом зі своїм братом Маліком Тілльманом для участі у двох товариських матчах, проти Колумбії і Бразилії, але цього разу на поле він не вийшов.

## Досягнення
- Володар Суперкубка Німеччини: 2017[28]
- Володар Відкритого кубка США: 2024[29]

## Особисте життя
Тілльман народився в Нюрнберзі, Німеччина, в сім'ї батька-афроамериканця, який служив у збройних силах США, і матері-німкені. Проте виховувала його мати самостійно у Фюрті, місті на півночі Баварії, Німеччина. Тімоті має подвійне громадянство — Німеччини та США. Його молодший брат, Малік Тілльман, також є футболістом.